# Radamel Falcao
Pour les articles homonymes, voir Falcao et El Tigre.
Radamel Falcao ou parfois simplement Falcao, né le 10 février 1986 à Santa Marta (Colombie), est un footballeur international colombien, qui est avant-centre.
Son surnom est El Tigre. C'est un attaquant dynamique et très complet, doté notamment d'un excellent jeu de tête malgré une taille relativement petite pour cette caractéristique.

## Biographie

### Carrière en club

#### Jeunesse et formation
Jeune, Falcao commence le football au Fair Play, une école de football colombienne. Il rejoint ensuite le centre de formation des Millonarios de Bogota. Son père, Radamel García, y a joué en tant que footballeur professionnel au poste de défenseur.
À 15 ans, Falcao est découvert par River Plate lors d'un match de sélection de la Colombie des moins de 17 ans. Il rejoint alors l'une des légendaires académies de football argentines. Avant de signer professionnel à River Plate en 2005, il commence des études de journalisme à l'université de Palermo à Buenos Aires.

#### Débuts à River Plate (2004-2009)
À 19 ans, Falcao commence sa carrière en marquant deux buts lors de son premier match avec l'équipe première de River Plate. Il conquiert rapidement une réputation de renard des surfaces en marquant sept buts en sept titularisations, avant de se blesser aux ligaments du genou droit à la fin de la saison 2005.
Après une longue période d'inactivité, il se blesse à nouveau en janvier 2006 pour six mois.
Le 27 septembre 2007, Falcao marque un coup du chapeau contre Botafogo, ce qui assure à River Plate la qualification pour les quarts de finale de la Copa Sudamericana 2007.

#### FC Porto (2009-2011)

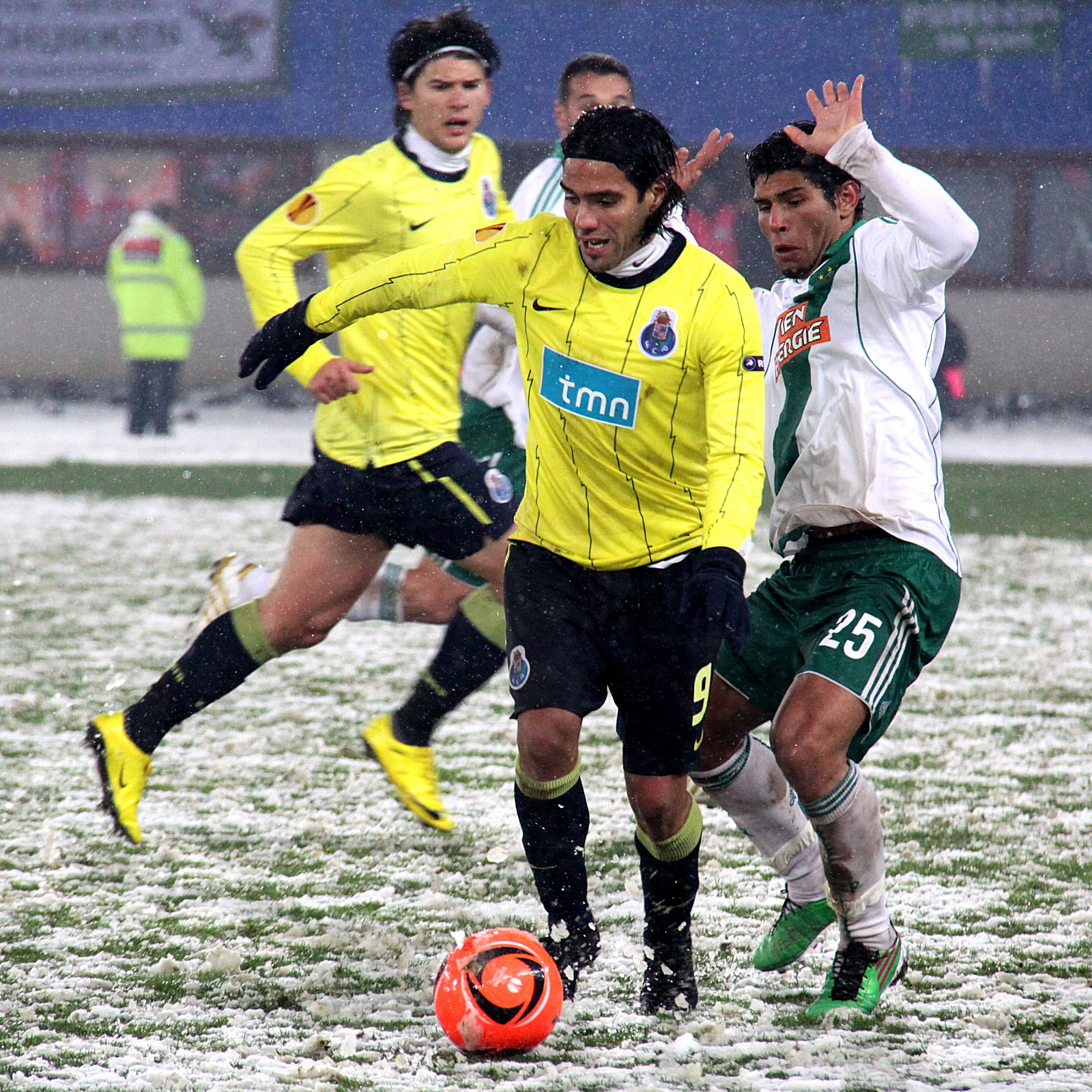
Falcao contre le Rapid Vienne lors de la Ligue Europa en 2011, match lors duquel il inscrit un triplé.

Malgré des rumeurs qui l’annoncent au SL Benfica et après avoir rejeté une offre du Real Saragosse, il s'engage avec le FC Porto pour 5,5 millions d'euros et un contrat de cinq ans.
Le 16 août 2009, lors de la première journée de la Liga Sagres, Falcao inscrit son premier but sous les couleurs du FC Porto face au Paços de Ferreira, le match se terminant sur le score de 1-1.
Pour cette première saison en Europe, il marque 25 buts en 28 matches de Liga Sagres (deuxième meilleur buteur derrière le Paraguayen Óscar Cardozo et ses 26 buts), ainsi que 4 buts en 8 matches de Ligue des champions.
Le FC Porto termine sa saison à une décevante troisième place en Championnat, manquant de peu la qualification pour la compétition européenne reine, la Ligue des champions, devant se contenter de la Ligue Europa. Cependant le FC Porto peut aligner une nouvelle ligne à son palmarès en battant le club de Chaves, en finale de la Coupe du Portugal.
Falcao est rejoint par un nouveau compatriote au cours de l'été 2010, le jeune espoir James Rodríguez. Ils sont donc trois Colombiens à représenter le FC Porto avec Fredy Guarín à l'orée de la saison 2010-2011, chose historique pour les Dragons.
Lors de la saison 2010-2011, Falcao aligne les performances de très haut niveau, inscrivant notamment 16 buts en 13 matches de Ligue Europa (notamment un triplé contre le Rapid Vienne et le Spartak Moscou et un quadruplé contre Villarreal en demi-finale). Le 18 mai 2011, il inscrit de la tête son 17e but en Ligue Europa 2010-2011 au cours de la finale opposant le FC Porto à Braga à Dublin et bat ainsi le record de l'Allemand Jürgen Klinsmann dans cette compétition établi au cours de l'édition 1995-1996. Il est d'ailleurs désigné homme du match après avoir remporté cette finale.
En championnat, avec ses 16 buts, il termine deuxième meilleur buteur du championnat derrière son coéquipier Hulk (23 buts).

#### Atlético de Madrid (2011-2013)

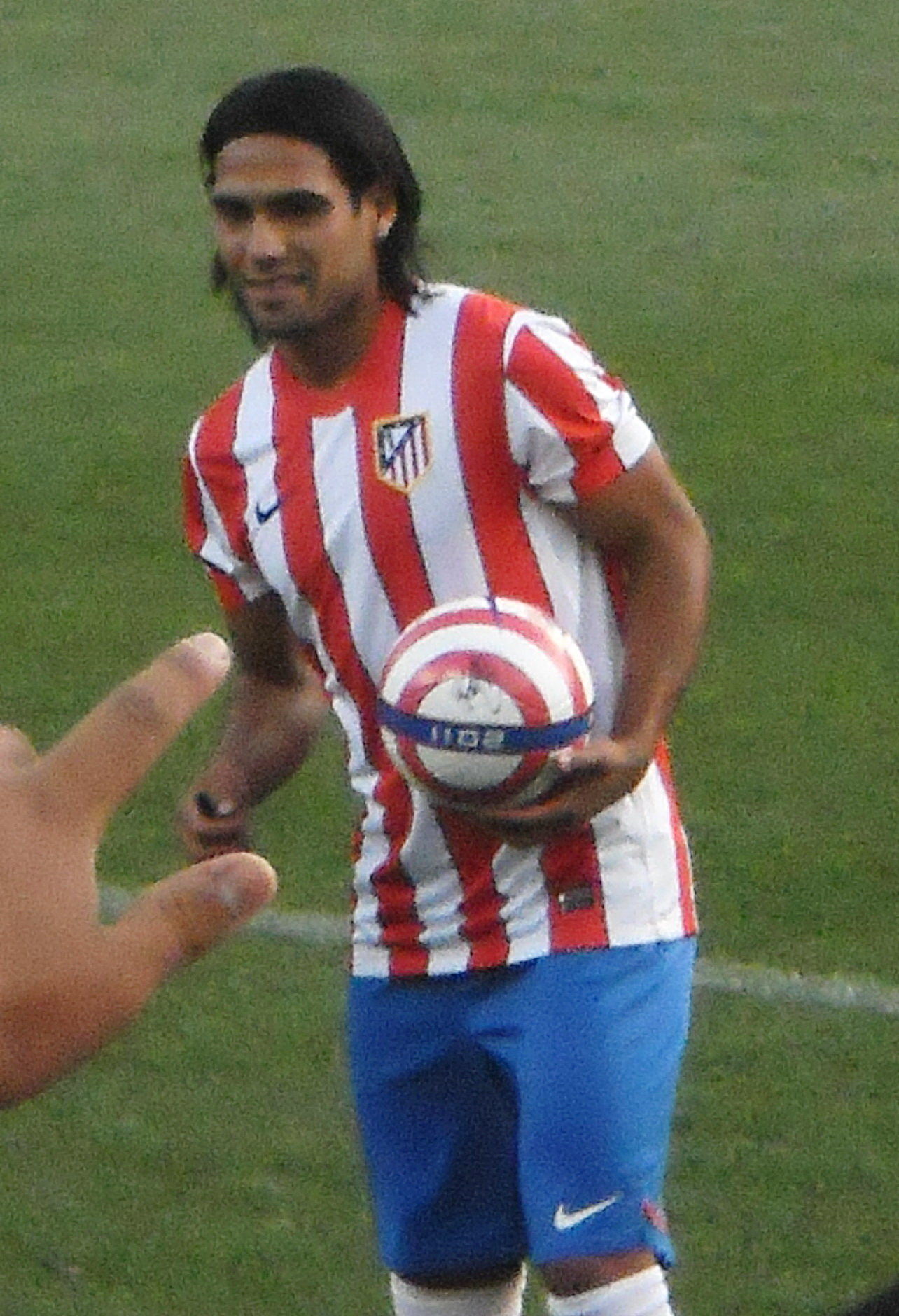
El Tigre lors de sa présentation officielle à l'Atlético de Madrid au stade Vicente-Calderón.

Le 18 août 2011, il s'engage en faveur de l'Atlético de Madrid pour une indemnité de 40 millions d'euros, plus 7 millions d'euros liés à ses performances. Avec ce transfert, il devient la vente la plus chère de toute l'histoire de la Première division portugaise (record dépassé depuis par le transfert du Brésilien Hulk vers le Zénith Saint-Pétersbourg pour 50 millions), il est également le joueur le plus cher du club.
Le lundi 22 août 2011, Falcao est présenté aux 10 000 supporters rassemblés dans le stade Vicente-Calderón.
Son premier but avec son nouveau club a lieu le 15 septembre 2011 à domicile, lors de la première journée de la Ligue Europa contre le Celtic Football Club. Il fait ses débuts en Liga avec un triplé lors de la 4e journée face au Racing de Santander. Lors de la journée suivante, il marque deux des quatre buts de son équipe contre le Sporting de Gijón. Il marque donc six buts en quatre matchs avec son équipe.
En décembre 2011, il est élu[Par qui ?] seconde meilleure recrue de la Liga BBVA derrière Arda Turan son coéquipier avec qui il forme un duo performant. Le troisième de la liste est Cesc Fàbregas.
Le 9 mai 2012, il inscrit un doublé lors de la finale de la Ligue Europa contre l'Athletic Bilbao, et remporte sa deuxième Ligue Europa d'affilée avec un club différent, après celle remportée en 2011 avec Porto, grâce à la victoire 3-0 des siens. Il termine à nouveau meilleur buteur de la compétition avec 12 buts en 15 matches.
Le 31 août 2012, lors de la Supercoupe de l'UEFA, il inscrit un triplé en une mi-temps. Grâce à son triplé il permet à son équipe de l'emporter 4-1 face à Chelsea.
Le 9 décembre 2012, il inscrit un quintuplé lors de la 15e journée de la Liga contre le Deportivo La Corogne (victoire de son équipe 6-0). Il est le premier à réaliser cette performance en Liga depuis Fernando Morientes en 2002.
Le 17 mai 2013, Falcao remporte la Coupe du Roi en battant en finale le Real Madrid au Santiago Bernabéu sur le score de 1-2.
En deux saisons à l'Atlético, il remporte trois trophées (Ligue Europa, Supercoupe d'Europe et Coupe d'Espagne) et affiche une excellente moyenne de 0.76 but par match.

#### Première saison à Monaco (2013-2014)

##### Saison 2013-2014

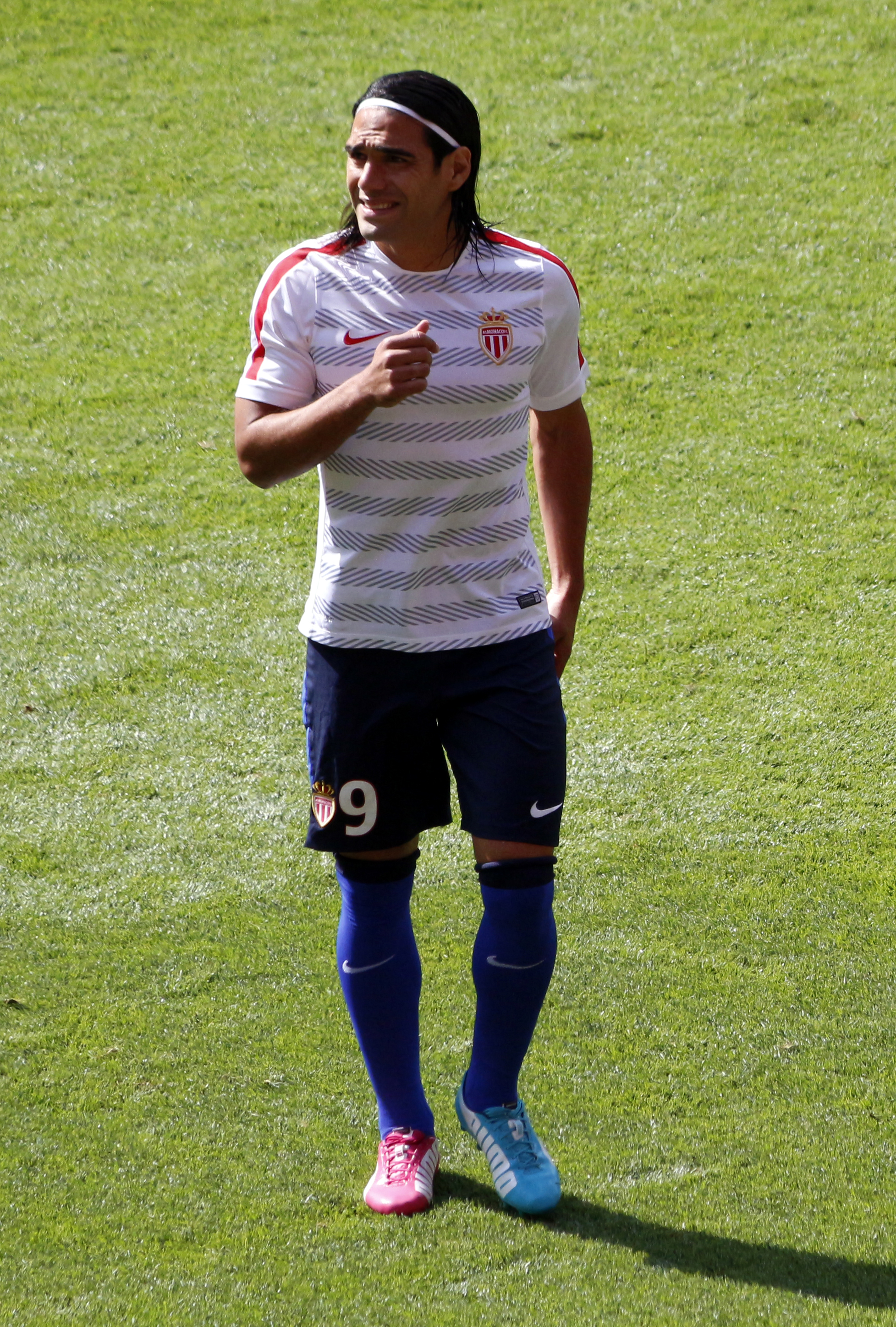
Le Colombien lors d'un entraînement d'avant-match sous les couleurs de Monaco en 2014.

Le 31 mai 2013, l'AS Monaco officialise l'arrivée de Falcao, qui s'est engagé pour cinq saisons, lors de la fête de fin d'année organisée par le club afin de fêter l'accession en Ligue 1 ainsi que le titre de champion de Ligue 2. La nouvelle est alors annoncée par le président et milliardaire russe Dmitry Rybolovlev, une nouvelle qui a valu une réaction très festive des nombreux supporters conviés à l'événement. Touchant un salaire de douze millions d'euros net par an, il devient également l'un des transferts les plus importants de Ligue 1 avec 43 millions d'euros .
Lors de son premier match en amical, le 14 juillet 2013, il entre en seconde période et inscrit un but contre le club allemand de Düsseldorf.
Le 10 août 2013, Falcao inscrit son premier but officiel à la 86e minute de jeu lors de la première journée de la Ligue 1 contre les Girondins de Bordeaux, victoire de l'AS Monaco 2-0. Contre le SC Bastia, il inscrit son premier doublé en Ligue 1. Contre le Paris-Saint-Germain, il égalise pour Monaco au Parc des Princes et fête son but avec les 900 supporters monégasques en tribune visiteuse. Après trois matches sans marquer, il inscrit son huitième but en L1 d'un somptueux lob contre Lyon lors de la 11e journée. Il est remplacé à Nantes par Anthony Martial lors de la 14e journée (victoire 1-0 des monégasques), et est par la suite blessé, touché à une cuisse. Il revient lors de la 19e journée face à Valenciennes en remplaçant Emmanuel Rivière à la mi-temps. Il rate un penalty et ne peut empêcher la défaite de son équipe (2-1), la première à domicile de la saison. Le 22 janvier 2014, lors du match de Coupe de France contre Chasselay (CFA), Falcao est blessé à la suite d'un tacle. Falcao souffre d'une lésion du ligament croisé antérieur du genou gauche.
Il termine sa première saison monégasque avec 11 buts en 19 matchs.
Après six mois d'absence, Falcao retrouve les terrains le 2 août 2014 lors du match Monaco-Valence à l'occasion de l'Emirates Cup.
Le 10 août 2014, Falcao fait son retour en Ligue 1 lors de la première journée du championnat, il inscrit son premier but de la saison sur pénalty (mais Monaco perd le match 2-1 contre le FC Lorient). Il marque son second but pour donner la victoire à son équipe contre le FC Nantes deux semaines plus tard.

#### Prêts décevants en Angleterre (2014-2016)

##### Saison 2014-2015: Prêt à Manchester United

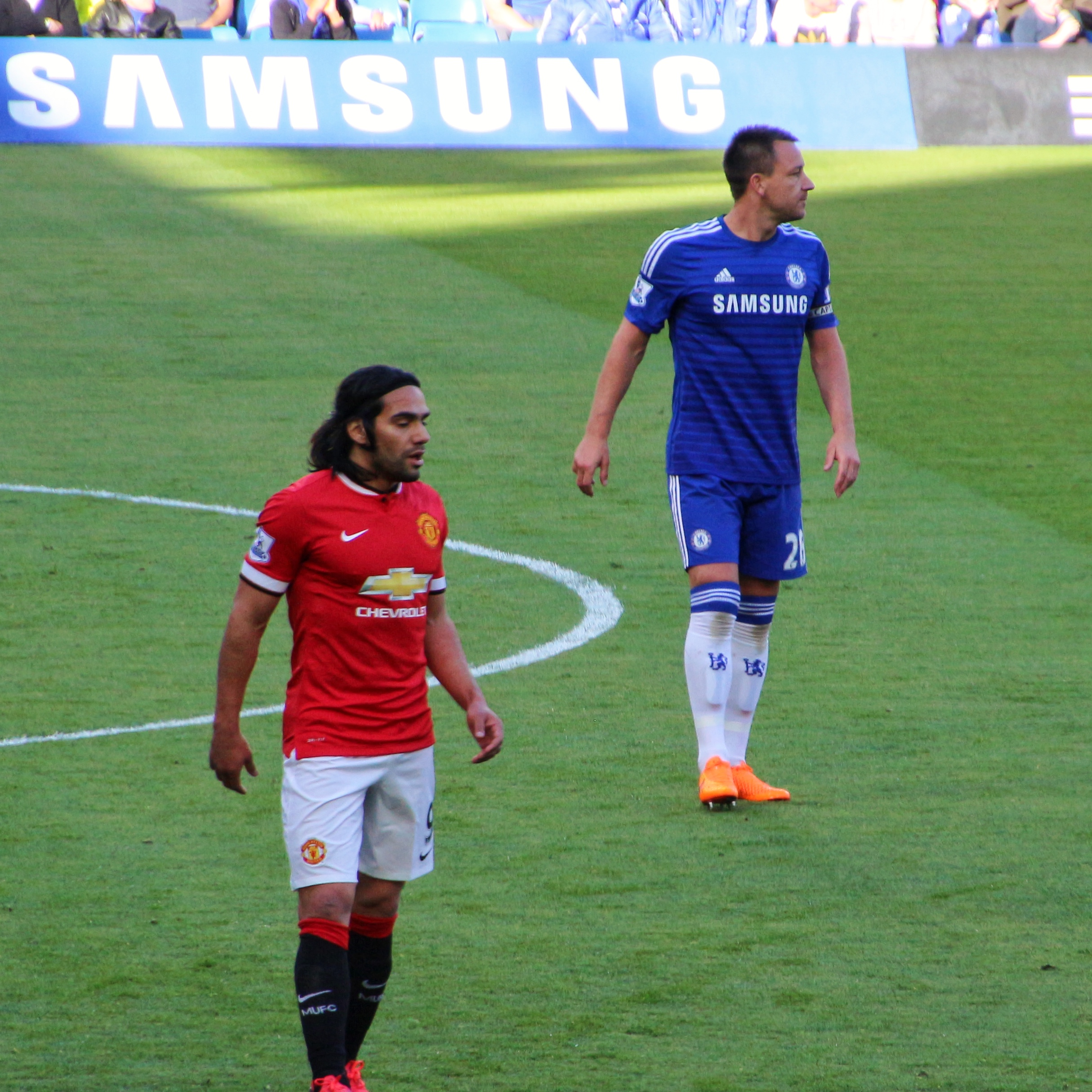
Falcao avec Manchester United contre Chelsea, son futur club.

Le 2 septembre 2014, Manchester United officialise son arrivée sous la forme d'un prêt payant de 10 M€ avec option d'achat de 55 M€ au bout d'un an. Quelques semaines plus tard, la presse dévoile qu'en cas de nouvelle blessure au genou, une option prévoit la rupture du prêt et un retour à Monaco.
Le 5 octobre 2014, à l'occasion de son quatrième match avec les Red Devils, Falcao marque son premier but pour Manchester United, contre Everton FC (pour une victoire 2-1 de son équipe).
Auteur de seulement 4 buts en 29 matchs disputés, Falcao n'est pas conservé par Manchester à l'issue de la saison, le club annonçant son retour à Monaco le 24 mai 2015,.

##### Saison 2015-2016: Prêt à Chelsea
Dans la foulée d'une Copa América 2015 décevante, Falcao est prêté pour une saison avec option d'achat à Chelsea contre une indemnité de 6 millions d'euros et un salaire de 170 000 euros par semaine. Au terme d'une saison minée par une blessure à l'aine contractée en novembre suivie d'une rechute en janvier, il n'est titularisé qu'à une seule reprise, jouant 228 minutes et inscrivant son seul but avec les Blues contre Crystal Palace à l'occasion d'une défaite 2-1 le 28 août 2015. L'option d'achat n'est pas levée au terme de son prêt et il retourne à l'AS Monaco.

#### Retour à Monaco et sacre national

##### Saison 2016-2017
De retour de prêts décevants en Premier League, Radamel Falcao décide de rester à Monaco, car le club compte sur lui. Cette saison, sa première complète depuis son arrivée, est sa meilleure en France. Sous les ordres de Leonardo Jardim, Monaco remporte le championnat et atteint les demi-finales de Ligue des champions et Falcao retrouve son niveau de jeu d'avant blessure.
L'AS Monaco et Falcao remportent la Ligue 1 2016-2017 devant le PSG avec 95 points. L'attaquant colombien réalise l'une des meilleures saisons de sa carrière en inscrivant 30 buts en 43 matchs toutes compétitions confondues avec l'AS Monaco. Cette saison, il forme l'un des meilleurs duos d'attaque en Europe avec Kylian Mbappé.
En coupe d'Europe Monaco ayant terminé la saison précédent troisième, le club doit se qualifier par les barrages. Falcao permet à son équipe de passer les barrages, puis la phase de groupes de la ligue des champions. En huitième de finale, Monaco élimine Manchester City (3-5/3-1 - 2 buts de Falcao à l'aller) , puis Dortmund (3-1/3-2 - 1 but de Falcao à l'aller) en quarts de finale, avant d'être éliminé en demi-finale par la Juventus (1-2/0-2).
Le 1er juin 2017, il prolonge avec l'AS Monaco jusqu'en 2020.

##### Saison 2017-2018
L'AS Monaco termine second du championnat derrière le PSG et se qualifie donc de nouveau en Ligue des champions. Falcao inscrit lui 24 buts en 36 matchs disputés.

##### Saison 2018-2019
L’AS Monaco qui visait les trois premières places en début de saison, est en grande difficulté et contraint de jouer le maintien en Ligue 1. Falcao s’illustre notamment face au SM Caen il offre la victoire aux Monégasques d’un superbe coup franc dans la lucarne de Brice Samba il récidive encore les week-end suivant. Le 2 mars 2019 il s’offre même un doublé qui permet aux Monégasques de faire match nul face à Angers, alors qu'ils étaient menés 2-0 à la mi-temps.
Le club termine finalement 17e, premier non-relégable, dans une saison qui aura vu l'entraîneur Léonardo Jardim se faire remplacer par Thierry Henry, avant de finalement revenir quelques mois plus tard.

#### Galatasaray (2019-2021)
En fin de contrat à l'AS Monaco, il rejoint le 2 septembre 2019 le championnat de Turquie et le club de Galatasaray, il signe un contrat de trois ans et un salaire de 5 millions d'euros par an. Il a été accueilli par plus de 25 000 fans la veille à l'aéroport Atatürk d'Istanbul. Il a marqué un but lors de ses débuts lors d'une victoire à domicile 1-0 contre Kasımpaşa le 13 septembre. Lors d'un match de Coupe de Turquie contre Tuzlaspor le 17 décembre, il a marqué un but pour aider son équipe à se qualifier pour le tour suivant et à annuler une défaite 0-2 au match aller. Le 28 décembre, il a marqué son premier doublé avec le club lors d'une victoire 5-0 contre Antalyaspor à domicile. Le 1er mars 2020, il a marqué son premier doublé de l'année contre Gençlerbirliği lors d'une victoire 3-0. Falcao a disputé 22 matches, marqué 11 buts et obtenu une passe décisive dans toutes les compétitions de la saison. saison 2020-2021 Falcao a commencé la saison en marquant deux fois et en assistant à la première victoire de son club en championnat contre Gaziantep BB le 12 septembre 2020. Le 11 avril 2021, Falcao est entré en collision frontale avec Kerem Aktürkoğlu lors d'une séance d'entraînement et a été transporté à l'hôpital. Il a reçu un diagnostic de fracture de l'os facial et a subi une intervention chirurgicale.
Après 2 semaines, il a commencé à s'entraîner avec un masque. Il a terminé la saison avec 17 matchs, 9 buts et 2 passes décisives. Falcao a raté 24 matchs au cours de la saison en raison de blessures. saison 2021–22 Dans la déclaration officielle faite le 1er septembre 2021, les contrats entre Galatasaray et Radamel Falcao ont été mutuellement résiliés. Le temps de Falcao à Galatasaray a été marqué par des blessures. Il a raté 55 matchs au cours de son séjour au club turc et a joué 43 des 98 matchs possibles.

#### Rayo Vallecano (2021-2024)
Le 4 septembre 2021, Falcao a signé dans le championnat d'Espagne au Rayo Vallecano. Il a été présenté à l'Estadio de Vallecas le 16 septembre 2021 devant 2000 fans. Il a fait ses débuts avec le Rayo lors d'un match à domicile contre le Getafe CF le 18 septembre 2021, marquant un but lors d'une victoire 3-0de Rayo Vallecano.

### Carrière internationale

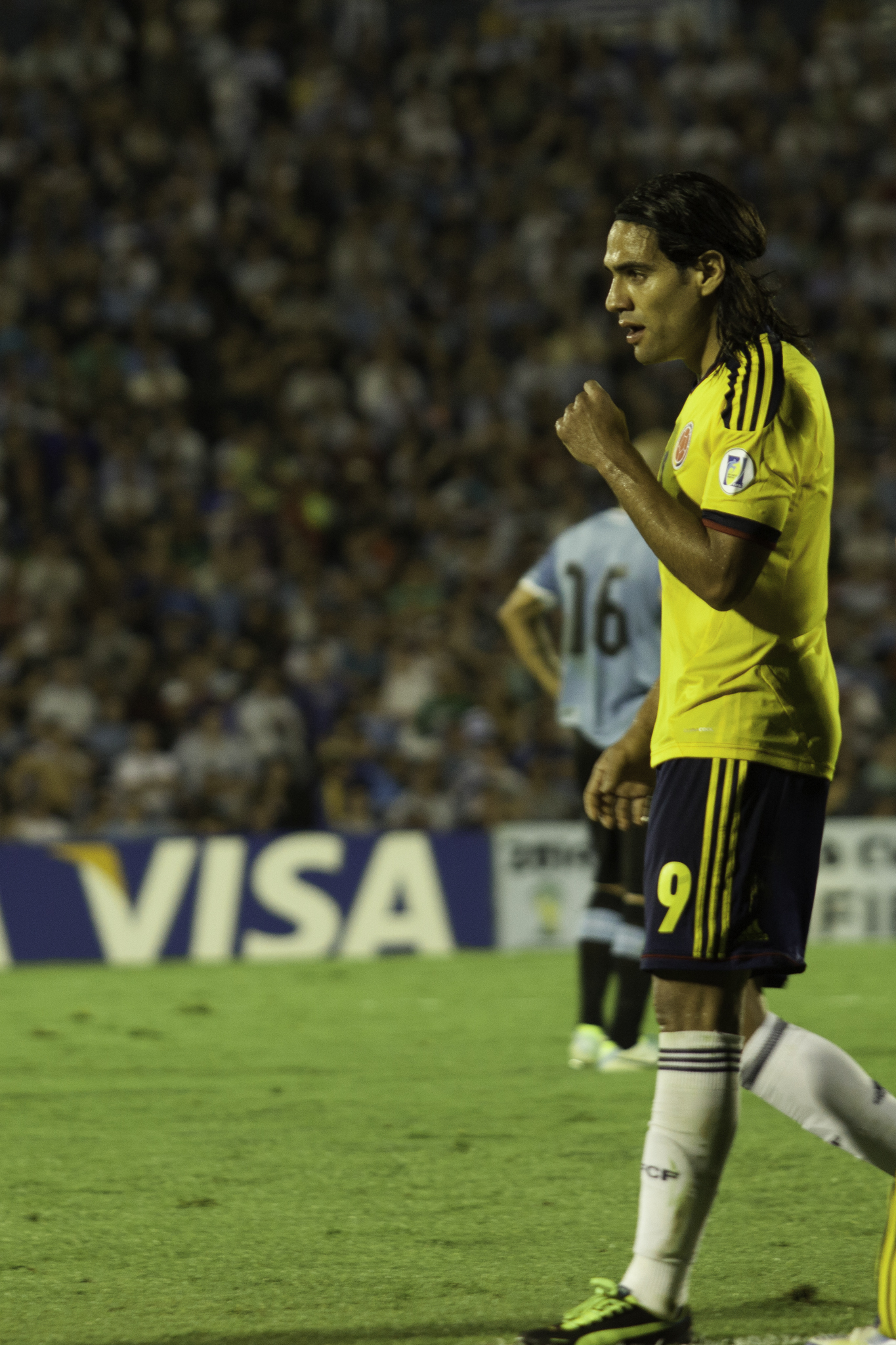
Falcao portant les couleurs jaune, bleu et rouge de la sélection colombienne dont il est le meilleur buteur depuis le 7 juin 2017.

Falcao participe à la Copa América des moins de 20 ans en 2005, compétition regroupant toutes les nations d'Amérique du Sud, et organisée en Colombie. Cette compétition est remportée par la Colombie, avec un total de 13 points, devant le Brésil et l'Argentine, tous deux avec 9 points.
Ensuite, il prend part à la Coupe du monde de football des moins de 20 ans 2005, organisée aux Pays-Bas. En huitièmes de finale, le 22 juin 2005, la Colombie s'incline contre l'Argentine de Sergio Agüero et Lionel Messi.
Il fête sa première sélection avec l'équipe principale de Colombie lors d'un match amical contre l'équipe d'Uruguay, en même temps qu'un certain David Ospina, le 7 février 2007.
Falcao et la Colombie terminent deuxième de la Kirin Cup 2007 organisée au Japon. Durant cette compétition, il marque son premier but officiel avec sa sélection, contre le Monténégro (1-0), le 3 juin 2007.
Le 3 juin 2014, le sélectionneur colombien José Pekerman annonce que Falcao est forfait pour la Coupe du monde de football 2014 à la suite d'une blessure au genou.
Le 7 juin 2017, à l'occasion d'un match amical face à l'Espagne, Falcao inscrit son 26e but sous le maillot des Cafeteros, dépassant ainsi Arnoldo Iguarán, et devient le seul meilleur buteur de l'équipe de Colombie. Il obtient ensuite le brassard de capitaine de la sélection à la suite des mauvaises performances en ce rôle de James Rodriguez.

## Style de jeu
Falcao joue au poste d'avant-centre. C'est un finisseur qui préfère en général conclure en une ou deux touches de balle plutôt que de "porter" le ballon comme peuvent le faire d'autres attaquants de pointe tels que Wayne Rooney ou Carlos Tévez. Il possède une très large palette technique pour conclure les actions de son équipe, doué des deux pieds, capable de lober, piquer, enrouler, tirer en finesse ou en force avec une grande précision aussi bien à l'intérieur qu'à l'entrée de la surface de réparation. Il possède aussi un très bon jeu de tête, parmi les meilleurs en Europe et est aussi un pivot redoutable car c'est un remiseur intelligent capable de donner des bons ballons à ses coéquipiers. Explosif sur ses appuis, il est très doué dans l'exercice du ciseau et du retourné acrobatique. Couplées à son sens du but exceptionnel, ses qualités physiques lui offrent la possibilité de mettre des buts splendides dans n'importe quelle situation.

## Vie privée
Il est marié à Lorelei Tarón, une chanteuse argentine. Ensemble, ils ont 4 filles et un garçon : Dominique García Tarón (née le 13 août 2013), Désirée García Tarón (née le 19 février 2015) Annette García Tarón (née le 17 août 2017), et Heaven García en 2023. Le 18 septembre 2020, naît le premier garçon du couple, Jedediah Falcao.
Le 4 janvier 2019, son père, Radamel García King, décède brutalement d'un arrêt cardiaque en jouant un match de tennis à Santa Marta en Colombie.
Falcao est pentecôtiste évangélique[réf. nécessaire].
Falcao est notamment accusé d'évasion fiscale dans le cadre des Football Leaks. En mai 2018, il est condamné par la justice espagnole à 16 mois de prison et 9 millions d'euros d'amende.

## Jeu vidéo
Il apparaît sur la jaquette française du jeu Pro Evolution Soccer 2019 aux côtés de Philippe Coutinho.

## Statistiques

### Statistiques détaillées
| Saison                | Club                     | Championnat           | Championnat | Championnat | Coupe nationale | Coupe nationale | Coupe de la Ligue | Coupe de la Ligue | Supercoupe | Supercoupe | Compétition(s) continentale(s) | Compétition(s) continentale(s) | Compétition(s) continentale(s) | Total | Total |
| Saison                | Club                     | Division              | M.          | B.          | M.              | B.              | M.                | B.                | M.         | B.         | Comp.                          | M.                             | B.                             | M.    | B.    |
| 2004-2005             | River Plate              | Primera División      | 4           | 0           | -               | -               | -                 | -                 | -          | -          | -                              | -                              | -                              | 4     | 0     |
| 2005-2006             | River Plate              | Primera División      | 7           | 7           | -               | -               | -                 | -                 | -          | -          | -                              | -                              | -                              | 7     | 7     |
| 2006-2007             | River Plate              | Primera División      | 20          | 3           | -               | -               | -                 | -                 | -          | -          | CS+CL                          | 2+1                            | 0                              | 23    | 3     |
| 2007-2008             | River Plate              | Primera División      | 27          | 11          | -               | -               | -                 | -                 | -          | -          | CS+CL                          | 5+7                            | 4+4                            | 39    | 19    |
| 2008-2009             | River Plate              | Primera División      | 32          | 13          | -               | -               | -                 | -                 | -          | -          | CS+CL                          | 2+4                            | 1+2                            | 38    | 16    |
| Sous-total            | Sous-total               | Sous-total            | 90          | 34          | -               | -               | -                 | -                 | -          | -          | -                              | 21                             | 11                             | 111   | 45    |
| 2009-2010             | FC Porto                 | Primeira Liga         | 28          | 25          | 5               | 5               | 2                 | 0                 | -          | -          | C1                             | 8                              | 4                              | 43    | 34    |
| 2010-2011             | FC Porto                 | Primeira Liga         | 22          | 16          | 3               | 3               | -                 | -                 | 1          | 1          | C3                             | 16                             | 18                             | 42    | 38    |
| 2011-2012             | FC Porto                 | Primeira Liga         | 1           | 0           | -               | -               | -                 | -                 | 1          | 0          | C1                             | -                              | -                              | 2     | 0     |
| Sous-total            | Sous-total               | Sous-total            | 51          | 41          | 8               | 8               | 2                 | 0                 | 2          | 1          | -                              | 24                             | 22                             | 87    | 72    |
| 2011-2012             | Atlético de Madrid       | Liga                  | 34          | 24          | 1               | 0               | -                 | -                 | -          | -          | C3                             | 15                             | 12                             | 50    | 36    |
| 2012-2013             | Atlético de Madrid       | Liga                  | 34          | 28          | 4               | 2               | -                 | -                 | 1          | 3          | C3                             | 2                              | 1                              | 41    | 34    |
| Sous-total            | Sous-total               | Sous-total            | 68          | 52          | 5               | 2               | -                 | -                 | 1          | 3          | -                              | 17                             | 13                             | 91    | 70    |
| 2013-2014             | AS Monaco                | Ligue 1               | 17          | 9           | 2               | 2               | -                 | -                 | -          | -          | -                              | -                              | -                              | 19    | 11    |
| 2014-2015             | AS Monaco                | Ligue 1               | 3           | 2           | -               | -               | -                 | -                 | -          | -          | C1                             | -                              | -                              | 3     | 2     |
| 2016-2017             | AS Monaco                | Ligue 1               | 29          | 21          | 2               | 1               | 2                 | 1                 | -          | -          | C1                             | 10                             | 7                              | 43    | 30    |
| 2017-2018             | AS Monaco                | Ligue 1               | 26          | 18          | 1               | 0               | 3                 | 3                 | 1          | 0          | C1                             | 5                              | 3                              | 36    | 24    |
| 2018-2019             | AS Monaco                | Ligue 1               | 33          | 15          | 1               | 1               | -                 | -                 | -          | -          | C1                             | 5                              | 0                              | 39    | 16    |
| Sous-total            | Sous-total               | Sous-total            | 108         | 65          | 6               | 4               | 5                 | 4                 | 1          | 0          | -                              | 20                             | 10                             | 140   | 83    |
| 2014-2015             | Manchester United (prêt) | Premier League        | 26          | 4           | 3               | 0               | -                 | -                 | -          | -          | -                              | -                              | -                              | 29    | 4     |
| 2015-2016             | Chelsea FC (prêt)        | Premier League        | 10          | 1           | -               | -               | 1                 | 0                 | 1          | 0          | C1                             | -                              | -                              | 12    | 1     |
| 2019-2020             | Galatasaray              | Süper Lig             | 16          | 10          | 3               | 1               | -                 | -                 | -          | -          | C1                             | 3                              | 0                              | 22    | 11    |
| 2020-2021             | Galatasaray              | Süper Lig             | 17          | 9           | -               | -               | -                 | -                 | -          | -          | C3                             | 1                              | 0                              | 18    | 9     |
| 2021-2022             | Galatasaray              | Süper Lig             | 1           | 0           | -               | -               | -                 | -                 | -          | -          | C1+C3                          | 1+1                            | 0                              | 3     | 0     |
| Sous-total            | Sous-total               | Sous-total            | 34          | 19          | 3               | 1               | -                 | -                 | -          | -          | -                              | 6                              | 0                              | 43    | 20    |
| 2021-2022             | Rayo Vallecano           | Liga                  | 22          | 6           | 3               | 0               | -                 | -                 | -          | -          | -                              | -                              | -                              | 25    | 6     |
| 2022-2023             | Rayo Vallecano           | Liga                  | 27          | 2           | 2               | 0               | -                 | -                 | -          | -          | -                              | -                              | -                              | 29    | 2     |
| 2023-2024             | Rayo Vallecano           | Liga                  | 22          | 1           | 4               | 3               | -                 | -                 | -          | -          | -                              | -                              | -                              | 26    | 4     |
| Sous-total            | Sous-total               | Sous-total            | 71          | 9           | 9               | 3               | -                 | -                 | -          | -          | -                              | -                              | -                              | 80    | 12    |
| 2024                  | Millonarios FC           | Liga Dimayor          | 16          | 5           | -               | -               | -                 | -                 | -          | -          | -                              | -                              | -                              | 16    | 5     |
| 2025                  | Millonarios FC           | Liga Dimayor          | 12          | 6           | -               | -               | -                 | -                 | -          | -          | CS                             | 1                              | 0                              | 13    | 6     |
| Sous-total            | Sous-total               | Sous-total            | 28          | 11          | -               | -               | -                 | -                 | -          | -          | -                              | 1                              | 0                              | 29    | 11    |
| Total sur la carrière | Total sur la carrière    | Total sur la carrière | 486         | 236         | 34              | 18              | 8                 | 4                 | 5          | 4          | -                              | 89                             | 56                             | 622   | 318   |

### En sélection nationale
| Saison                | Sélection             | Phases finales        | Phases finales | Phases finales | Phases finales | Éliminatoires CDM | Éliminatoires CDM | Éliminatoires CDM | Matchs amicaux | Matchs amicaux | Matchs amicaux | Total | Total | Total |
| Saison                | Sélection             | Compétition           | M              | B              | Pd             | M                 | B                 | Pd                | M              | B              | Pd             | M     | B     | Pd    |
| --------------------- | --------------------- | --------------------- | -------------- | -------------- | -------------- | ----------------- | ----------------- | ----------------- | -------------- | -------------- | -------------- | ----- | ----- | ----- |
| 2006-2007             | Colombie              | -                     | -              | -              | -              | -                 | -                 | -                 | 3              | 1              | 0              | 3     | 1     | 0     |
| 2007-2008             | Colombie              | -                     | -              | -              | -              | 2                 | 0                 | 0                 | 6              | 1              | 0              | 8     | 1     | 0     |
| 2008-2009             | Colombie              | -                     | -              | -              | -              | 5                 | 1                 | 0                 | 2              | 1              | 0              | 7     | 2     | 0     |
| 2009-2010             | Colombie              | -                     | -              | -              | -              | 3                 | 0                 | 0                 | 1              | 1              | 0              | 4     | 1     | 0     |
| 2010-2011             | Colombie              | Copa América 2011     | 4              | 2              | 0              | -                 | -                 | -                 | 6              | 2              | 0              | 10    | 4     | 0     |
| 2011-2012             | Colombie              | -                     | -              | -              | -              | 3                 | 1                 | 0                 | 2              | 1              | 0              | 5     | 2     | 0     |
| 2012-2013             | Colombie              | -                     | -              | -              | -              | 7                 | 6                 | 1                 | 1              | 0              | 0              | 8     | 6     | 1     |
| 2013-2014             | Colombie              | -                     | -              | -              | -              | 3                 | 2                 | 0                 | 2              | 1              | 0              | 5     | 3     | 0     |
| 2014-2015             | Colombie              | Copa América 2015     | 4              | 0              | 0              | -                 | -                 | -                 | 6              | 5              | 2              | 10    | 5     | 2     |
| 2015-2016             | Colombie              | -                     | -              | -              | -              | 2                 | 0                 | 0                 | -              | -              | -              | 2     | 0     | 0     |
| 2016-2017             | Colombie              | -                     | -              | -              | -              | 2                 | 0                 | 0                 | 2              | 1              | 0              | 4     | 1     | 0     |
| 2017-2018             | Colombie              | Coupe du monde 2018   | 4              | 1              | 0              | 4                 | 2                 | 1                 | 3              | 1              | 0              | 11    | 4     | 1     |
| 2018-2019             | Colombie              | Copa América 2019     | 4              | 0              | 0              | -                 | -                 | -                 | 8              | 4              | 0              | 12    | 4     | 0     |
| 2020-2021             | Colombie              | -                     | -              | -              | -              | 2                 | 1                 | 0                 | -              | -              | -              | 2     | 1     | 0     |
| 2021-2022             | Colombie              | -                     | -              | -              | -              | 8                 | 0                 | 0                 | -              | -              | -              | 8     | 0     | 0     |
| 2022-2023             | Colombie              | -                     | -              | -              | -              | -                 | -                 | -                 | 5              | 1              | 0              | 5     | 1     | 0     |
| Total sur la carrière | Total sur la carrière | Total sur la carrière | 16             | 3              | 0              | 41                | 13                | 2                 | 47             | 20             | 2              | 104   | 36    | 4     |

### Buts internationaux
| Buts en sélection de Radamel Falcao | Buts en sélection de Radamel Falcao | Buts en sélection de Radamel Falcao                  | Buts en sélection de Radamel Falcao | Buts en sélection de Radamel Falcao | Buts en sélection de Radamel Falcao | Buts en sélection de Radamel Falcao | Buts en sélection de Radamel Falcao |
| #                                   | Date                                | Lieu                                                 | Adversaire                          | Score                               | Résultat                            | Compétition                         |                                     |
| ----------------------------------- | ----------------------------------- | ---------------------------------------------------- | ----------------------------------- | ----------------------------------- | ----------------------------------- | ----------------------------------- | ----------------------------------- |
| 1                                   | 3 juin 2007                         | Matsumoto Stadium, Matsumoto                         | Monténégro                          | 1-0                                 | 1-0                                 | Coupe Kirin 2007                    |                                     |
| 2                                   | 8 septembre 2007                    | Estadio Monumental, Lima                             | Pérou                               | 1-1                                 | 2-2                                 | Match amical                        |                                     |
| 3                                   | 19 novembre 2008                    | Estadio Deportivo Cali, Cali                         | Nigeria                             | 1-0                                 | 1-0                                 | Match amical                        |                                     |
| 4                                   | 10 juin 2009                        | Estadio Atanasio Girardot, Medellín                  | Pérou                               | 1-0                                 | 1-0                                 | Éliminatoires Coupe du monde 2010   |                                     |
| 5                                   | 12 août 2009                        | Giants Stadium, East Rutherford                      | Venezuela                           | 1-1                                 | 1-2                                 | Match amical                        |                                     |
| 6                                   | 8 octobre 2010                      | Red Bull Arena, Harrison                             | Équateur                            | 1-0                                 | 1-0                                 | Match amical                        |                                     |
| 7                                   | 26 mars 2011                        | stade Vicente-Calderón, Madrid                       | Équateur                            | 2-0                                 | 2-0                                 | Match amical                        |                                     |
| 8                                   | 10 juillet 2011                     | Estadio Brigadier General Estanislao López, Santa Fe | Bolivie                             | 1-0                                 | 2-0                                 | Copa América 2011                   |                                     |
| 9                                   | 10 juillet 2011                     | Estadio Brigadier General Estanislao López, Santa Fe | Bolivie                             | 2-0                                 | 2-0                                 | Copa América 2011                   |                                     |
| 10                                  | 11 octobre 2011                     | Estadio Hernando Siles, La Paz                       | Bolivie                             | 1-2                                 | 1-2                                 | Éliminatoires Coupe du monde 2014   |                                     |
| 11                                  | 29 février 2012                     | Sun Life Stadium, Miami Gardens                      | Mexique                             | 0-1                                 | 0-2                                 | Match amical                        |                                     |
| 12                                  | 7 septembre 2012                    | Estadio Metropolitano Roberto Meléndez, Barranquilla | Uruguay                             | 1-0                                 | 4-0                                 | Éliminatoires Coupe du monde 2014   |                                     |
| 13                                  | 11 septembre 2012                   | Estadio Monumental David Arellano, Santiago          | Chili                               | 1-2                                 | 1-3                                 | Éliminatoires Coupe du monde 2014   |                                     |
| 14                                  | 12 octobre 2012                     | Estadio Metropolitano Roberto Meléndez, Barranquilla | Paraguay                            | 1-0                                 | 2-0                                 | Éliminatoires Coupe du monde 2014   |                                     |
| 15                                  | 12 octobre 2012                     | Estadio Metropolitano Roberto Meléndez, Barranquilla | Paraguay                            | 2-0                                 | 2-0                                 | Éliminatoires Coupe du monde 2014   |                                     |
| 16                                  | 22 mars 2013                        | Estadio Metropolitano Roberto Meléndez, Barranquilla | Bolivie                             | 4-0                                 | 5-0                                 | Éliminatoires Coupe du monde 2014   |                                     |
| 17                                  | 11 juin 2013                        | Estadio Metropolitano Roberto Meléndez, Barranquilla | Pérou                               | 1-0                                 | 2-0                                 | Éliminatoires Coupe du monde 2014   |                                     |
| 18                                  | 11 octobre 2013                     | Estadio Metropolitano Roberto Meléndez, Barranquilla | Chili                               | 2-3                                 | 3-3                                 | Éliminatoires Coupe du monde 2014   |                                     |
| 19                                  | 11 octobre 2013                     | Estadio Metropolitano Roberto Meléndez, Barranquilla | Chili                               | 3-3                                 | 3-3                                 | Éliminatoires Coupe du monde 2014   |                                     |
| 20                                  | 14 novembre 2013                    | Stade Roi-Baudouin, Bruxelles                        | Belgique                            | 0-1                                 | 0-2                                 | Match amical                        |                                     |
| 21                                  | 10 octobre 2014                     | Red Bull Arena, Harrison                             | Salvador                            | 1-0                                 | 3-0                                 | Match amical                        |                                     |
| 22                                  | 26 mars 2015                        | Stade national de Bahreïn, Riffa                     | Bahreïn                             | 2-0                                 | 6-0                                 | Match amical                        |                                     |
| 23                                  | 26 mars 2015                        | Stade national de Bahreïn, Riffa                     | Bahreïn                             | 3-0                                 | 6-0                                 | Match amical                        |                                     |
| 24                                  | 30 mars 2015                        | Stade Mohammed-Bin-Zayed, Abu Dhabi                  | Koweït                              | 3-1                                 | 3-1                                 | Match amical                        |                                     |
| 25                                  | 7 juin 2015                         | Estadio Diego Armando Maradona, Buenos Aires         | Costa Rica                          | 1-0                                 | 1-0                                 | Match amical                        |                                     |
| 26                                  | 7 juin 2017                         | Stade de la Nueva Condomina, Murcie                  | Espagne                             | 1-2                                 | 2-2                                 | Match amical                        |                                     |
| 27                                  | 5 septembre 2017                    | Estadio Metropolitano Roberto Meléndez, Barranquilla | Brésil                              | 1-1                                 | 1-1                                 | Éliminatoires Coupe du monde 2018   |                                     |
| 28                                  | 5 octobre 2017                      | Estadio Metropolitano Roberto Meléndez, Barranquilla | Paraguay                            | 1-0                                 | 1-2                                 | Éliminatoires Coupe du monde 2018   |                                     |
| 29                                  | 23 mars 2018                        | Stade de France, Saint-Denis                         | France                              | 2-2                                 | 2-3                                 | Match amical                        |                                     |
| 30                                  | 24 juin 2018                        | Kazan Arena, Kazan                                   | Pologne                             | 0-2                                 | 0-3                                 | Coupe du monde 2018                 |                                     |
| 31                                  | 8 septembre 2018                    | Hard Rock Stadium, Miami                             | Venezuela                           | 1-1                                 | 1-2                                 | Match amical                        |                                     |
| 32                                  | 12 octobre 2018                     | Raymond James Stadium, Tampa                         | États-Unis                          | 2-3                                 | 2-4                                 | Match amical                        |                                     |
| 33                                  | 22 mars 2019                        | Stade Nissan, Yokohama                               | Japon                               | 0-1                                 | 0-1                                 | Match amical                        |                                     |
| 34                                  | 3 juin 2019                         | Stade Nemesio Camacho El Campín, Bogota              | Panama                              | 3-0                                 | 3-0                                 | Match amical                        |                                     |
| 35                                  | 13 octobre 2020                     | Estadio Nacional, Santiago                           | Chili                               | 2-2                                 | 2-2                                 | Éliminatoires Coupe du monde 2022   |                                     |

## Palmarès

### En club
| River Plate (1)                                            | FC Porto (6) | Atlético de Madrid (3)                                                                                                | AS Monaco (1) | Galatasaray SK                                    | Chelsea                                 |
| ---------------------------------------------------------- | --- | --- | --- | ------------------------------------------------- | --------------------------------------- |
| - Championnat d'Argentine : - Clausura : - Champion : 2008 | - Ligue Europa : - Vainqueur : 2011 - Championnat du Portugal : - Champion : 2011 et 2012 - Coupe du Portugal : - Vainqueur : 2010 - Coupe de la Ligue : - Finaliste : 2010 - Supercoupe du Portugal : - Vainqueur : 2010 et 2011 | - Ligue Europa : - Vainqueur : 2012 - Coupe d'Espagne : - Vainqueur : 2013 - Supercoupe d'Europe : - Vainqueur : 2012 | - Championnat de France : - Champion : 2017 - Vice-champion : 2014 et 2018 - Coupe de la Ligue : - Finaliste : 2018 - Trophée des Champions : - Finaliste : 2017 | - Championnat de Turquie : - Vice-champion : 2021 | - Community Shield : - Finaliste : 2015 |

### En sélection
| Colombie - 20 ans (1)                                       |
| ----------------------------------------------------------- |
| - Copa América des moins de 20 ans (1) : - Vainqueur : 2005 |

### Distinctions personnelles
- 5e au Ballon d'or 2012
- 11e au Ballon d'or 2013
- Onze de Bronze en 2012
- Trophée du joueur du mois UNFP en août 2017
- Membre de l'équipe type de FIFA/FIFPro World XI en 2012
- Membre de l'équipe type de la Liga BBVA en 2012 et 2013
- Meilleur buteur de la Ligue Europa en 2010-2011 avec le FC Porto (17 buts)
- Meilleur buteur de la Ligue Europa en 2011-2012 avec l'Atlético de Madrid (12 buts)
- Meilleur buteur de l'histoire de la Coupe de l'UEFA et de la Ligue Europa sur une saison (17 buts) en 2010-2011
- Élu « Homme du match » de la finale de Ligue Europa 2011
- Élu « Homme du match » de la finale de Ligue Europa 2012
- 24e au Ballon d'or 2017